# Dmitry Vladimirovich Golitsyn
 Dmitriy Vladimirovich Golitsyn (tiếng Nga: Дмитрий Владимирович Голицын, sinh ngày 29 tháng 10 năm 1771, mất ngày 27 tháng 3 năm 1844) là một vị đại tướng kỵ binh Đế quốc Nga nổi bật trong cuộc chiến tranh Napoleon, một nhà chính khách và là một nhà văn quân đội.

## Tiểu sử
Ngày 02 Tháng 5 năm 1797, ông lên chức Đại tá.
Ngày 5 tháng 8 năm 1798, ông thăng chức thiếu tướng.
Ngày 21 Tháng 8 năm 1800, ông thăng chức trung tướng.
Trong tháng 12 năm 1806, ông chỉ huy sư đoàn 4 tham gia trận Golymin.
Năm 1814, ông được thăng chức Đại tướng Kỵ binh